# Окупація Константинополя
Окупація Константинополя (тур. İstanbul'un İşgali) (13 листопада 1918 — 4 жовтня 1923), окупація столиці Османської імперії британськими, французькими та італійськими силами, відбулося відповідно до Мудросського перемир'я, яким закінчилося участь Османської імперії в Першій світовій війні. Перші французькі війська увійшли в місто 12 листопада 1918 року, британські війська на наступний день. Італійські війська висадилися в Галата 7 лютого 1919.

## Передмова
Населення Константинополя на 1920 рік складало за різними оцінками від 800 тисяч до 1,2 млн. жителів; менша половина з них були мусульмани. Інші —— греки-ортодокси, вірмени-монофізити та юдеї, а також велика громада західноєвропейців.
30 вересня 1918 Османська імперія підписала з країнами Антанти Мудросське перемир'я, за умовами якого передавала під контроль Антанти укріплення в Протоках (Босфорський та Дарданелльський форти); при цьому британський підписант адмірал Сомерсет Гу-Калторп заявив, що уряди Антанти не мають наміру усунення османського уряду або постановки його під свій військовий контроль «шляхом окупації Константинополя». При цьому в Константинополь їм було надіслано секретне послання, призначене тільки для султана, великого візира і Рауф-бея, в якому було обіцяно, що для окупації зони Проток будуть використовуватися тільки британські і французькі війська; як символ суверенітету там дозволялося залишити невелику кількість османських військ.

## Військова адміністрація

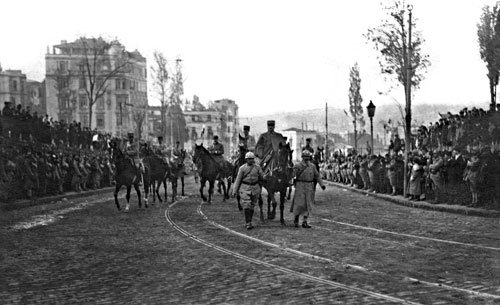
8 лютого 1919. Генерал Франше д'Еспере проїжджає по Бейоглу

Всього лише через 13 днів після підписання Мудросського перемир'я, 12 листопада 1918 французька бригада увійшла в Константинополь, а 13 листопада їх прикладу наслідували британські війська. У грудні 1918 року в Константинополі була встановлена військова адміністрація Антанти. 7 лютого 1919 в Галаті висадився батальйон італійців, а 8 лютого 1919 в Константинополь на білому коні, імітуючи Мехмеда II, в'їхав французький генерал Франше д'Еспере. 10 лютого 1919 Константинополь було розділено на три зони відповідальності: за порядок в Старому місті відповідали французи, за район Пера-Галата —— британці, за Бешикташ і Ускюдар — італійці.
Однією з вимог переможців було покарання військових злочинців — в основному, членів партії «Єднання і прогрес». 14 грудня 1918 уряд Тевфик-паші вирішив, що особи, винні в депортаціях греків і вірмен в роки війни, мають бути засуджені військовим трибуналом. Два дні по тому було утворено трибунал, що складався з противників партії «Єднання і прогрес». У січні 1919 року султан через посередника поінформував британського вищого комісара, що він готовий заарештувати всіх тих, кого британці бажають бачити покараними, але боїться, що це спровокує повстання. Багато османів вказували, що військові злочини скоювалися не тільки османами, а й проти османів, але ці аргументи не були взяті переможцями до уваги. У ніч на 30 січня 1919 було заарештована три десятка колишніх членів партії «Єднання і прогрес». Справи затриманих розглядав турецький військовий трибунал 1919-1920 років.

## Військова окупація Константинополя

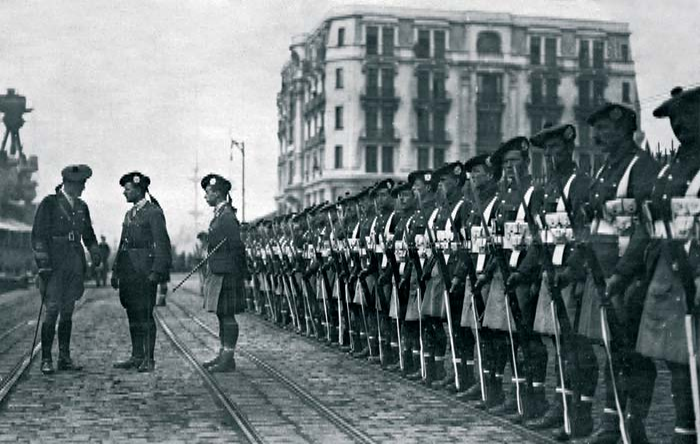
Британські війська в порту Каракей на лінії стамбульського трамвая

Після того, як в Західній Анатолії висадилися грецькі війська, проти них стали воювати османські іррегулярні формування. У лютому 1920 року представники Антанти зажадали від османського уряду, щоб османські частини відійшли на 3 км від грецьких військ, що стоять навколо Смірни. Так як партизани не підпорядковувалися уряду, то великий візир Алі Риза-паша, будучи не в силах виконати цю вимогу, 2 березня 1920 подав у відставку. У підсумку представники Антанти вирішили взяти справу до своїх рук.
В ніч з 15 на 16 березня британські війська почали займати ключові будівлі Константинополя і заарештовувати турецьких націоналістів, які потім були вислані на Мальту. 18 березня османський парламент висловив протест проти цих дій, і був розігнаний. 19 березня Мустафа Кемаль-паша що знаходився в Анкарі послав всім губернаторам провінцій і військовим командувачем циркулярну телеграму, в якій запропонував їм взяти участь в «формуванні асамблеї, яка б мала надзвичайну владу в питаннях, пов'язаних з управлінням нацією»; султанський уряд, що став маріонеткою окупантів, було повністю дискредитовано, альтернативою йому стали Великі національні збори Туреччини що зібралося в Анкарі.
Влітку 1920 року було підписано Севрський мирний договір, що передбачав розділ Османської імперії, але відсутність парламенту не дозволяла його ратифікувати, а знову зібрати парламент було неможливо, так як багато його члени перебралися до Анкари, де Великі національні збори відмовилося визнавати Севрський договір.
Бургомістром міста в 1921—1922 рр. було призначено Мехмед Джеляль-бей, відомий тим, що саботував геноцид вірмен в Коньї і Алеппо, де він на той час був губернатором.

## Завершення окупації

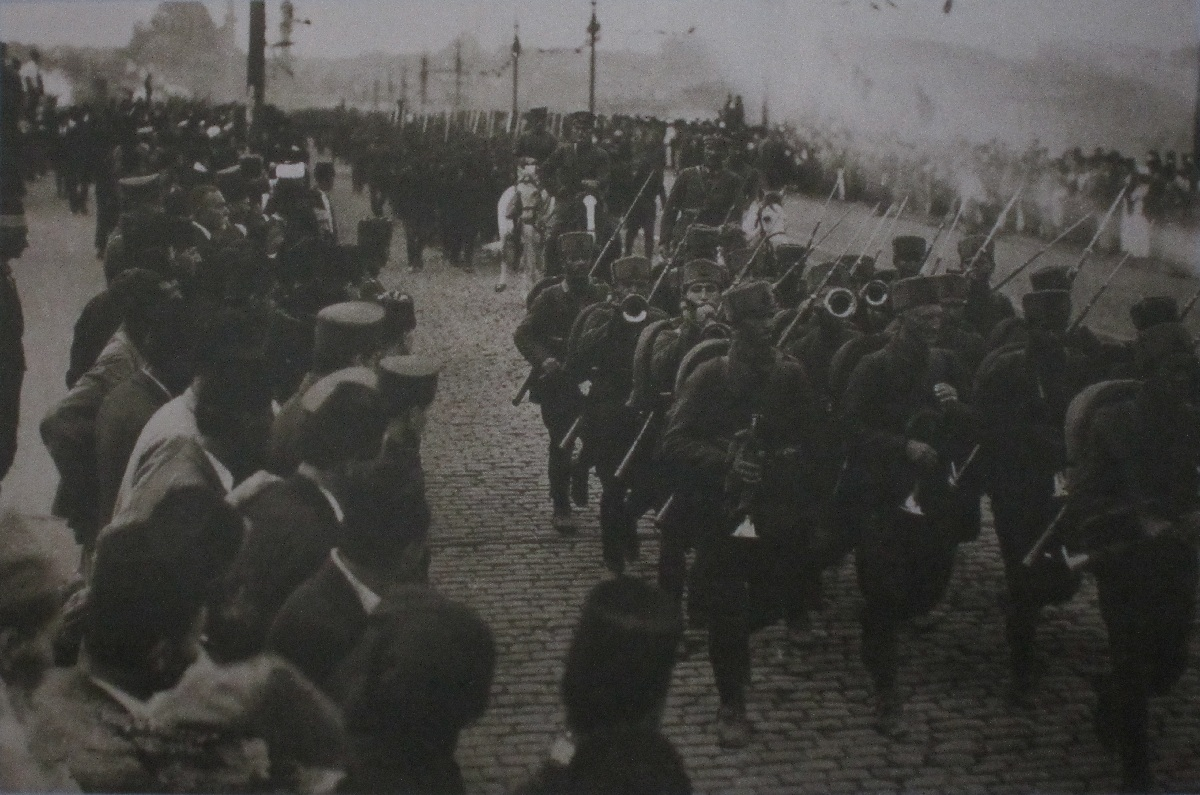
6 жовтня 1923. Турецькі війська вступають в Константинополь

До осені 1922 року турецькі націоналісти розгромили греків і поставили під свій контроль майже всю Анатолію, підійшовши до контрольованої країнами Антанти зони Проток. 4 жовтня стався інцидент біля Чанаккале, що показав вразливість європейських гарнізонів. В жовтні 1922 року було підписано Муданійське перемир'я, відповідно до якого Антанта мала передати цивільну владу у Фракії представникам турецького національного уряду. 1 листопада 1922 Великі національні збори Туреччини проголосило ліквідацію султанату, і 17 листопада султан Мехмед VI покинув Константинополь на борту британського військового корабля. 20 листопада 1922 почалася Лозаннська конференція, що обговорила режим Проток. 24 липня 1923 було укладено Лозаннський мирний договір, відповідно до умов якого 23 серпня 1923 почалося виведення іноземних військ з Константинополя. Останні частини покинули місто 4 жовтня, а 6 жовтня туди вступили турецькі війська.